# Ipueiras (Tocantins)
Ipueiras es un municipio brasileño del estado del Tocantins. Se localiza a una latitud 11º14'19" sur y a una longitud 48º27'48" oeste, a una altitud de 237 metros. Su población estimada en 2004 era de 1 177 habitantes.
Posee un área de 816,565 km².